# Zypern-Stachelmaus
Die Zypern-Stachelmaus (Acomys nesiotes) ist ein Nagetier in der Familie der Langschwanzmäuse, das endemisch auf Zypern vorkommt.

## Taxonomie
Der taxonomische Status der Population ist noch nicht ausreichend geklärt. Es wird angenommen, dass die Zypern-Stachelmaus aus von Menschen eingeführten Exemplaren der Ägyptischen Stachelmaus (Acomys cahirinus) entstanden ist. Allgemein sind die Verwandtschaftsverhältnisse zwischen den Stachelmäusen im östlichen Mittelmeerraum sehr eng und die beiden genannten Arten sowie die Türkische Stachelmaus (Acomys cilicicus) und die Kreta-Stachelmaus (Acomys minous) könnten konspezifisch sein. Im Werk Mammal Species of the World von 2005 wird die Zypern-Stachelmaus aufgrund ihres Karyotyps mit einem zweifachen Chromosomensatz von 38 Chromosomen und einer Anzahl von 66 sichtbaren Chromosomenarmen in den Autosomen (2n=38, FNa=66) als Art anerkannt.

## Merkmale
Die Art ist mit einer Kopf-Rumpf-Länge von 97 bis 135 mm, einer Schwanzlänge von 91 bis 118 mm und einem Gewicht von 31 bis 70 g etwas größer als die Türkische Stachelmaus und die Ägyptische Stachelmaus. Sie hat 19 bis 22 mm lange Hinterfüße und 17 bis 22 mm lange Ohren. In das dunkelbraune Fell der Oberseite sind hellgraue Haare und helle Stacheln eingemischt. Die Unterseite ist mit weißem Fell bedeckt.

## Verbreitung
Die Zypern-Stachelmaus wurde nur im Troodos-Gebirge im Südosten der Insel und im Kyrenia-Gebirge im Norden Zyperns registriert, jedoch nicht im dazwischenliegenden Flachland. Sie ist sehr selten. Laut einer Mitteilung der Weltnaturschutzunion (IUCN) von 2017 stammt der neueste Fund aus dem Jahr 2007. Die Art hält sich im felsigen Gelände mit einem Bewuchs aus dornigen Büschen oder immergrünen Eichen auf.

## Lebensweise
Die Art ist nachtaktiv und besucht keine Dörfer oder andere menschliche Behausungen. Sie konnte jedoch in Schutzhütten für Ziegen angetroffen werden. Die natürlichen Verstecke der Zypern-Stachelmaus sind Erdlöcher und Höhlen. Als Nahrung wurden die Rinde und Blätter des Johannisbrotbaumes dokumentiert. Die Fortpflanzung erfolgt zwischen April und Oktober, wobei bis zu vier Nachkommen pro Wurf geboren werden. Nur wenige Jungtiere überleben bis zum nächsten Frühjahr.

## Bedrohung
Der Bau von Straßen oder andere Infrastrukturprojekte beeinflussen die Population der Art negativ. Da die Zypern-Stachelmaus selten gesichtet wird und ihre taxonomische Zugehörigkeit fraglich ist, wird sie von der IUCN mit „unzureichende Datenlage“ (data deficient) gelistet.